# Discalma humillima
Discalma humillima är en fjärilsart som beskrevs av Max Joseph Bastelberger 1908. Discalma humillima ingår i släktet Discalma och familjen mätare. Inga underarter finns listade i Catalogue of Life.